# Rülzheim
Rülzheim (palat. Rilze) – miejscowość i gmina w Niemczech, w kraju związkowym Nadrenia-Palatynat, w powiecie Germersheim, siedziba gminy związkowej Rülzheim.